# Standard (urbanistica)
Gli standard urbanistici definiscono le quantità minime di spazi pubblici, da prevedere in relazione agli insediamenti nella progettazione urbanistica.

## Descrizione
Gli standard urbanistici rappresentano la determinazione, espressa in metri quadrati per abitante, delle quantità minime di spazi pubblici che devono essere rispettate nella pianificazione. Essi dunque esprimono in valori numerici la dotazione minima di attrezzature collettive per attività comunitarie, istruzione, verde pubblico e parcheggi.

## Storia
In Italia gli standard erano già conosciuti sin dagli anni Cinquanta, nonostante nella normativa non si facesse menzione di essi. La prima descrizione giuridica del concetto venne inserita nel decreto ministeriale 2 aprile 1968, n. 1444.
Il decreto distingueva tra attrezzature "d'interesse locale", ovvero di quartiere, e "d'interesse generale" o "territoriale". Per le attrezzature d'interesse locale valutava in 18 m² la quantità minima di spazi pubblici per abitante, suddivisi in:
- 9 m²/ab di "verde regolato" (comprendente giardini pubblici, attrezzature sportive e ricreative)
- 2,5 m²/ab di parcheggi
- 4,5 m²/ab per l'istruzione (asili nido, scuole dell'infanzia e scuole dell'obbligo)
- 2 m²/ab per "attrezzature di interesse comune" (culturali, sanitarie, amministrative, religiose, sociali, ecc.)[3]

Nel 1970 vennero istituiti gli enti regionali, ai quali vennero attribuiti le competenze in materia urbanistica; per cui ciascuno di questi enti elaborarono legislazioni più specifiche in materia, aumentando gli standard ma senza modificare l'impostazione data dal decreto nazionale.
L'art. 30, comma 1 lettera a della legge 9 agosto 2013, n. 98 - di conversione del decreto legge 21 giugno 2013, n. 69 - ha successivamente introdotto per le regioni italiane la possibilità di introdurre "disposizioni derogatorie" al DM n. 1444/68 nei limiti ivi stabiliti.
Ai fini dell'osservanza dei rapporti suindicati nella formazione degli strumenti urbanistici, si assume che, salvo diversa dimostrazione, ad ogni abitante insediato o da insediare corrispondano mediamente 25 m² di superficie lorda abitabile (pari a circa 80 m³ vuoto per pieno), eventualmente maggiorati di una quota non superiore a 5 m² (pari a circa 20 m³ vuoto per pieno) per le destinazioni non specificamente residenziali ma strettamente connesse con le residenze (negozi di prima necessità, servizi collettivi per le abitazioni, studi professionali, ecc.).
L'evoluzione della materia urbanistica ha introdotto la possibilità di "monetizzare" lo standard, pratica che permette al lottizzante di corrispondere alla Pubblica Amministrazione un canone in denaro per ogni metro quadrato non ceduto. La P.A. avrà poi l'obbligo di utilizzare quanto ottenuto dalla monetizzazione per la realizzazione di opere pubbliche da localizzarsi ove pianificato. Sovente questa pratica ha sì prodotto maggiori introiti finanziari a vantaggio delle pubbliche amministrazioni, senza che però queste, poi, abbiano effettivamente reinvestito i proventi per la realizzazione di standard.

## Classificazione
| Zonizzazione                           | Scuola dell'obbligo | Attrezzature di interesse comune | Verde attrezzato | Parcheggi pubblici |
| -------------------------------------- | --- | -------------------------------- | ---------------- | ------------------ |
| Zona A                                 | 4,50 mq/abitante | 2,00 mq/abitante                 | 9,00 mq/abitante | 2,50 mq/abitante   |
| Zona B                                 | 4,50 mq/abitante | 2,00 mq/abitante                 | 9,00 mq/abitante | 2,50 mq/abitante   |
| Zona C                                 | 4,50 mq/abitante | 2,00 mq/abitante                 | 9,00 mq/abitante | 2,50 mq/abitante   |
| Zona D                                 | Il 10% dell'intera superficie della zona produttiva deve essere destinata a parcheggi, verde attrezzato o attività collettive. |                                  |                  |                    |
| Insediamenti commerciali e direzionali | 80 m²/100 m² di superficie lorda di pavimento deve essere destinata a standard. Almeno la metà della superficie destinata a standard deve essere utilizzata per la realizzazione di parcheggi (aggiuntivi rispetto a quelli previsti dalla L.765/1967.                                           |                                  |                  |                    |
| Zona E                                 | 6 m²/abitante devono essere destinati alle aree per l'istruzione (asili nido, scuole materne e scuole dell'obbligo) e alle aree per attrezzature di interesse comune. |                                  |                  |                    |
| Zona F                                 | Allorché risulti necessario prevederli, gli spazi per attrezzature pubbliche di interesse generale devono essere: - 15,00 mq/abitante per parchi pubblici urbani e territoriali - 1,50 mq/abitante per attrezzature per l'istruzione - 1,00 m²/abitante per attrezzature sanitarie e ospedaliere |                                  |                  |                    |